# 王哲 (弘治進士)
王哲（1457年—1513年），字思德，號好斋，直隸蘇州府吳江縣人，軍籍，明朝政治人物。

## 生平
弘治二年（1489年），王哲中式應天府鄉試第二十四名舉人。弘治三年（1490年）聯捷庚戌科會試第九十八名，三甲第一百一十名進士，授监察御史。巡按福建，清军伍，理盐法。弘治十年（1497年），巡按广东，调查当地民变。遭父丧去官。除服后起復原职，弘治十五年，巡按江西，组织抗旱。民为之谣曰：“江西有一哲，六月飞霜雪。天下有十哲，太平无休歇。”弘治十六年，担任山东按察司副使、兵备临清，调查当地盐案。正德三年，升任广东按察使；明年改为南京右佥都御史、提督操江，负责江防。正德五年，担任佥都御史，巡抚南赣。正德六年，宁王朱宸濠有意与王哲结亲，但遭到拒绝。正德七年，宁王在设宴的瓜果中下毒，王哲中毒险遭杀害。之后他因病请求辞职养病。正德八年九月（1513年）去世，年五十七。著有《好斋集》十卷。

## 家族
曾祖王湜；祖父王恭；父王宗吉，前母于氏；母沈氏。具庆下。